# Dourdou de Conques
A Dourdou de Conques folyó Franciaország területén, a Lot bal oldali mellékfolyója.

## Földrajzi adatok
A folyó Aveyron megyében, Lassouts-nál ered, és Grand-Vabre városkánál torkollik a Lot-ba. Hossza 83,7 km.
Mellékfolyói az Ady, Ouche és a Saint-Anne.

## Megyék és helységek a folyó mentén
- Aveyron: Cruéjouls, Bozouls, Villecomtal, Conques.